# 塞德里克·鲍尔
塞德里克·格伦·鲍尔（英語：Cedric Glenn Ball，1968年4月16日—），为美国NBA联盟的前职业篮球运动员。